# تجمع شركات (ساة)

تعديل مصدري - تعديل

تجمع شركات هي إحدى قرى عزلة ساه بمديرية ساة التابعة لمحافظة حضرموت، بلغ تعداد سكانها 148 نسمة حسب تعداد اليمن لعام 2004.